# Tournemire, Cantal
Tournemire är en kommun i departementet Cantal i regionen Auvergne-Rhône-Alpes i mitten av Frankrike. Kommunen ligger  i kantonen Saint-Cernin som ligger i arrondissementet Aurillac. År 2022 hade Tournemire 122 invånare.

## Befolkningsutveckling
Antalet invånare i kommunen Tournemire
Referens:INSEE

## Galleri

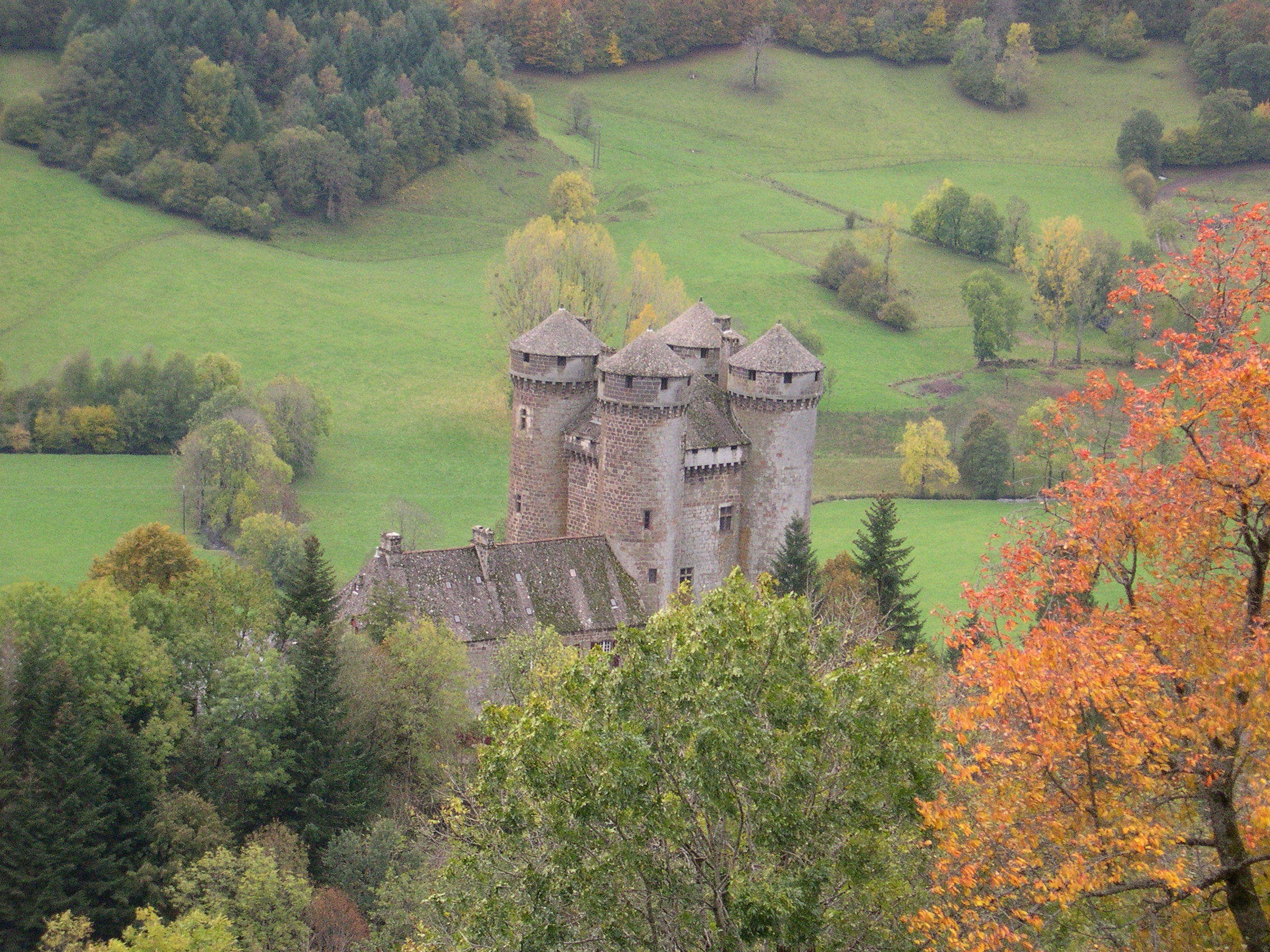
Château d'Anjony
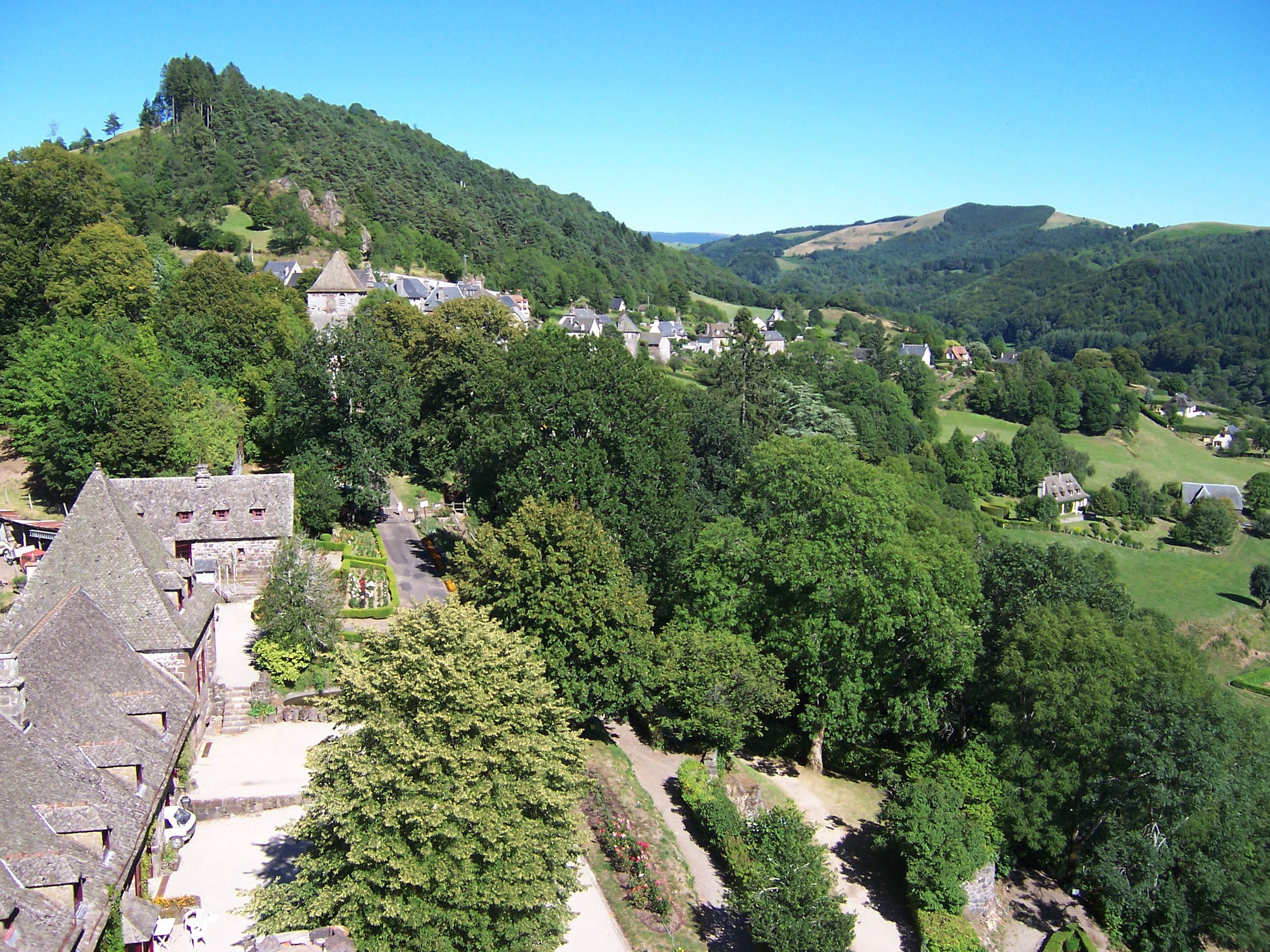